# Thunder Bay—Rainy River
Pour les articles homonymes, voir Thunder Bay et Rainy River.
Circonscription électorale fédérale du Canada
Thunder Bay—Rainy River est une circonscription électorale fédérale en Ontario (Canada).

## Circonscription fédérale
La circonscription se situe dans l'ouest de l'Ontario, entre les rives du lac Supérieur et la frontière est du Manitoba. Les entités municipales formant la circonscription sont Thunder Bay, Fort Frances, Oliver Paipoonge, Atikokan et Neebing.
Les circonscriptions limitrophes sont Kenora et Thunder Bay—Superior-Nord.

### Résultats électoraux
|       | Candidat          | Parti        | # de voix | % des voix |
|       | Moe Comuzzi       | Conservateur | +08 876,  | 21,09 %    |
|       | Don Rusnak        | Libéral      | +18 523,  | 44,02 %    |
|       | (X) John Rafferty | NPD          | +12 483,  | 29,66 %    |
|       | Christy Radbourne | Vert         | +02 201,  | 5,23 %     |
| Total | Total             | Total        | 42 083    | 100 %      |

|       | Candidat             | Parti        | # de voix | % des voix |
|       | Moe Comuzzi-Stehmann | Conservateur | +10 097,  | 27,17 %    |
|       | Ken Boshcoff         | Libéral      | +08 067,  | 21,71 %    |
|       | (x) John Rafferty    | NPD          | +18 085,  | 48,67 %    |
|       | Ed Shields           | Vert         | +00909,   | 2,45 %     |
| Total | Total                | Total        | 37 158    | 100 %      |

|       | Candidat         | Parti        | # de voix | % des voix |
|       | Richard Neumann  | Conservateur | +08 466,  | 23,58 %    |
|       | (x) Ken Boshcoff | Libéral      | +11 589,  | 32,28 %    |
|       | John Rafferty    | NPD          | +14 473,  | 40,31 %    |
|       | Russ Aegard      | Vert         | +01 377,  | 3,84 %     |
| Total | Total            | Total        | 35 905    | 100 %      |

### Historique
La circonscription de Thunder Bay–Rainy River a été créée en 2003 à partir des circonscriptions de Kenora—Rainy River et Thunder Bay—Atikokan.
| Législature                                                                 | Années       | Député           | Député        | Parti   |
| --------------------------------------------------------------------------- | ------------ | ---------------- | ------------- | ------- |
| Thunder Bay—Rainy River issue de Kenora—Rainy River et Thunder Bay—Atikokan |              |                  |               |         |
| 38e                                                                         | 2004–2006    |                  | Ken Boshcoff  | Libéral |
| 39e                                                                         | 2006–2008    |                  | Ken Boshcoff  | Libéral |
| 40e                                                                         | 2008–2011    |                  | John Rafferty | NPD     |
| 41e                                                                         | 2011–2015    |                  | John Rafferty | NPD     |
| 42e                                                                         | 2015–2019    |                  | Don Rusnak    | Libéral |
| 43e                                                                         | 2019–2021    | Marcus Powlowski |               | Libéral |
| 44e                                                                         | 2021–Présent | Marcus Powlowski |               | Libéral |

1. ↑  Élections Canada, « Résultats Élection fédérale canadienne de 2021 », sur enr.elections.ca (consulté le 19 février 2022).
2. ↑  Élections Canada, « Résultats Élection fédérale canadienne de 2019 », sur enr.elections.ca (consulté le 4 novembre 2019).
3. ↑  Élections Canada.